# Bombylius lassenensis
Bombylius lassenensis is een vliegensoort uit de familie van de wolzwevers (Bombyliidae). De wetenschappelijke naam van de soort is voor het eerst geldig gepubliceerd in 1965 door Johnson and Johnson.